# Кукин, Михаил Юрьевич
Михаил Юрьевич Кукин (род. 7 октября 1962, Москва) — поэт, филолог, культуролог.

## Биография
Родился в Москве 7 октября 1962 года. Окончил математическую спецшколу №52 (с 1993 г. гимназия 1514), поступил в  МИФИ на факультет кибернетики. Увлекался литературой, философией, историей, искусством. Через три года решил круто изменить жизнь, оставил МИФИ, ушел в армию. Служил на Западной Украине недалеко от города Хотина. После армии поступил на филологический факультет МГПИ им. Ленина, позже защитил диссертацию в  Институте мировой литературы РАН по специальности «теория литературы», кандидат филологических наук
Преподавал в вузах и школах Москвы литературу, русский язык, теорию литературы, историю мировой художественной культуры, историю эстетики, читал различные спецкурсы. Работал редактором в бумажных и интернет-изданиях. Живет в Москве.

## Поэзия
Стихи начал писать с 13 лет, более серьезно и регулярно – с 18. Первые публикации стихов в журналах «Частная мифология» (Москва), «Urbi» (Нижний Новгород), «Знамя»  (Москва) в 1993 году. С тех пор неоднократно печатался в литературных журналах, в том числе в «Новом мире», «Дружбе народов», «Знамени», «Арионе».
В 2005 году в Москве в «Издательстве Николая Филимонова» вышла книга стихов «Коньковская школа».
В 2015 (предварительный тираж – 2014) в том же «Издательстве Николая Филимонова» вышла книга стихов "Состав земли", (5 разделов: собраны стихи 1990-2014). В 2017 году – 2-е издание этой книги.
Лауреат премии журнала «Новый мир» за 2017 год  и 2022 год Реакции филологов и критиков на стихи Михаила Кукина: Татьяна Зверева "Коль колесо времён свершило полный круг", Сергей Алиханов в "Новых Известиях".
Участник поэтического содружества КуФёГа,  (другое название группы – «Коньковская школа»), куда, кроме Михаила Кукина, входят поэты  Игорь Федоров и Константин Гадаев. В 2023 году вышло  избранное: "КУФЁГА. Михаил Кукин, Игорь Фёдоров, Константин Гадаев. Стихи 1990 - 2023 годов", М.: Изд-во Н. Филимонова, 2023, 413 с.   
Отзывы на публикацию книги "КУФЁГА"

## Культурология

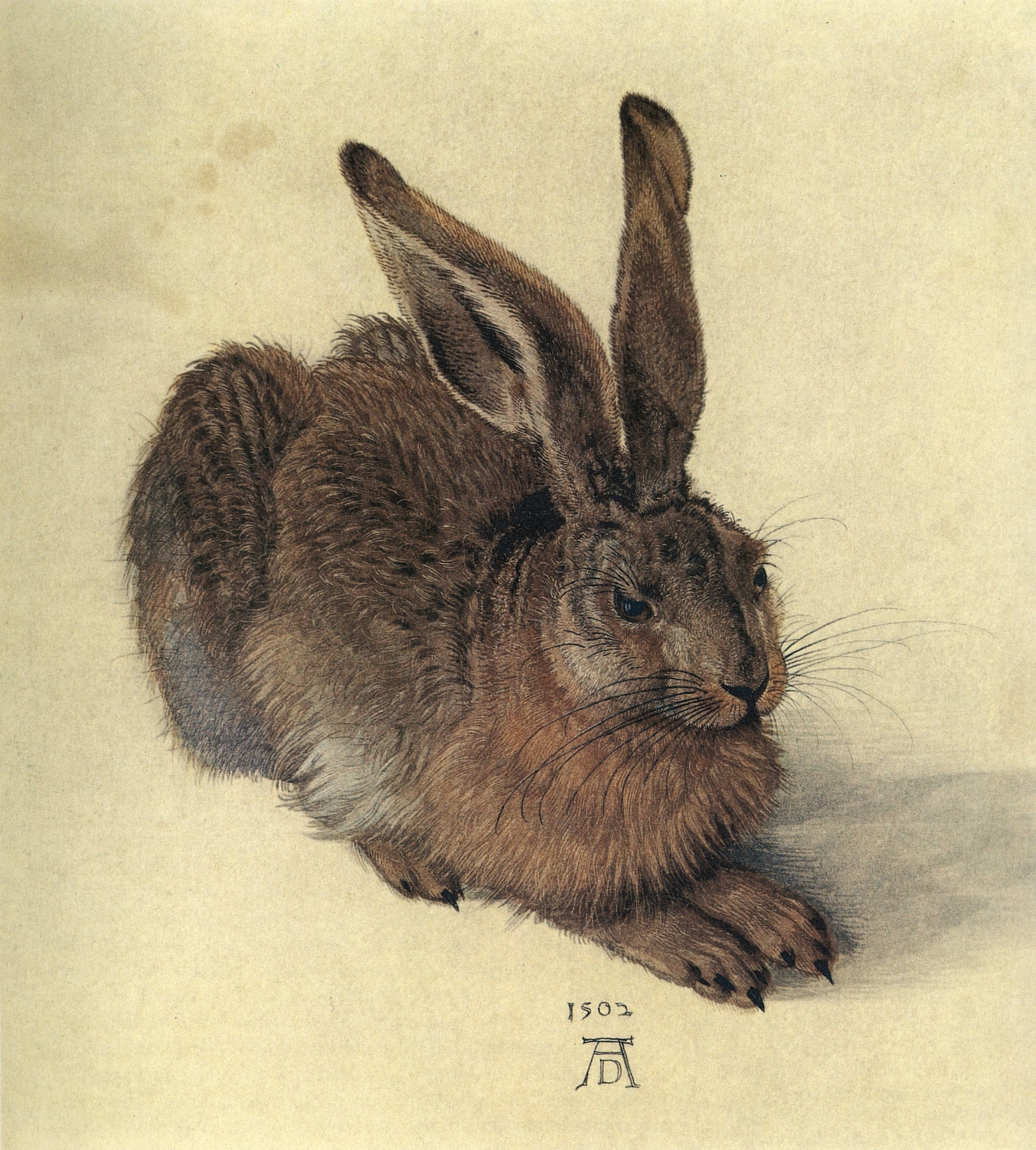
Duerer a young hare

Михаил Кукин – автор лекций на портале Предание.ру  и Magisteria. Лекции на веб-сервисе YouTube:
- Питер Брейгель - художник, говорящий притчами[13]
- Как Босх обличал пороки? Триптих «Воз сена»[14]
- Символика у Пьеро делла Франческа[15]
- Дюрер и Заяц[16]
- Непобедимая метафора[17]
- О вечности, богеме и тайне бытия[18]
- Зачем Брейгель спрятал Рождество? О картине «Поклонение волхвов в снегу»[19][20]

## Публикации
- Коньковская школа: Стихи / Михаил Кукин. — Москва : Изд-во Н. Филимонова, 2005.[21]
- Состав Земли: Стихи / Михаил Кукин. — Москва : Изд-во Н. Филимонова, 2015. Второе издание: М.: 2017.
- К Фурдуеву (журнал «Знамя», № 12, 1993)
- И не движется время.... (журнал «Новый мир», № 2,1994)
- Кто там с флагом? (журнал «Знамя», № 10,1995)
- Поругание романтизма (журнал «Знамя», № 11, 1996);
- С привычкою к классическим сравненьям (журнал «Знамя», № 4 за 1998)
- Коньковская школа.  (журнал «Знамя», № 12 за 1998)
- Фотовспышки (журнал «Знамя», № 9 за 2000)
- Я сна не запомнил...  (журнал «Знамя», № 12 за 2001)
- Состав земли изменился. (журнал «Знамя», № 11 за 2003)
- Ровное сияние. (журнал «Знамя», № 7 за 2007)
- Маргарита.  (журнал «Знамя», № 10 за 2008)
- Империя как любовь…  (журнал «Знамя», № 3 за 2014)
- Не можешь, а живи...  (журнал «Знамя», № 1 за 2017)
- "Где дышит звёздами Ван Гог..." (журнал "Новый мир", №2 за 2017; совместно с Олегом Лекмановым)
- Свободный день... (журнал «Знамя», № 1 за 2018)
- Сквозь эту ночь...  (журнал «Знамя», № 9 за 2020)
- Юлий Гуголев: весёлый поэт среди кромешного ужаса (журнал Prosōdia 2022/16)
- Записываю в столбик имена (журнал "Новый мир" 2022/12)
- Стихи (журнал "Пироскаф" 2023/1)
- Не взрыв, но всхлип… (журнал "Знамя" 2023/3)